# FC San Pédro
El FC San Pédro es un equipo de fútbol de Costa de Marfil que juega en la Primera División de Costa de Marfil, la máxima categoría de fútbol en el país.

## Historia
Fue fundado en el año 2004 en la ciudad de San Pédro y nació para competir con el Séwé Sports de San Pédro, el club más importante de la ciudad que ha participado en varias ocasiones en torneos continentales.
En la temporada 2015/16 consigue el ascenso a la Primera División de Costa de Marfil por primera vez en su historia tras terminar subcampeón de la segunda división luego de perder en la final con el Williamsville AC.
En su primera temporada en primera división terminó en noveno lugar, y en la temporada siguiente terminó en tercer lugar, con lo que logró clasificar por primera vez a un torneo continental.
Su primera participación internacional fue en la Copa Confederación de la CAF 2018-19, donde fue eliminado en la ronda de playoff por el Nkana FC de Ghana.

## Palmarés
- Primera División de Costa de Marfil: 1

2023-24
- Copa de Costa de Marfil: 2

2019, 2025

## Participación en competiciones de la CAF
| Temporada | Torneo                       | Ronda          | Club              | Casa | Visita | Global    |
| --------- | ---------------------------- | -------------- | ----------------- | ---- | ------ | --------- |
| 2018/19   | Copa Confederación de la CAF | Preliminar     | Armed Forces      | 1-1  | 1-0    | 2-1       |
| 2018/19   | Copa Confederación de la CAF | 1              | DC Motema Pembe   | 2-0  | 1-1    | 3-1       |
| 2018/19   | Copa Confederación de la CAF | Playoff        | Nkana FC          | 0-0  | 0-3    | 0-3       |
| 2019/20   | Copa Confederación de la CAF | 1              | Santoba FC        | 3-0  | 0-0    | 3-0       |
| 2019/20   | Copa Confederación de la CAF | Playoff        | Asante Kotoko SC  | 2-0  | 0-1    | 2-1       |
| 2019/20   | Copa Confederación de la CAF | Fase de grupos | Hassania Agadir   | 1-1  | 0-3    | 4.º lugar |
| 2019/20   | Copa Confederación de la CAF | Fase de grupos | Zanaco FC         | 2-5  | 0-1    | 4.º lugar |
| 2019/20   | Copa Confederación de la CAF | Fase de grupos | Paradou AC        | 0-0  | 0-0    | 4.º lugar |
| 2020/21   | Copa Confederación de la CAF | 1              | ASC Jaraaf        | 2-1  | 0-1    | 2-2 (a)   |
| 2021/22   | Copa Confederación de la CAF | 1              | ASFA Yennenga     | 1-2  | 0-0    | 1-2       |
| 2024/25   | Liga de Campeones de la CAF  | 1              | Bo Rangers FC     | 1-0  | 1-1    | 2-1       |
| 2024/25   | Liga de Campeones de la CAF  | 2              | Al-Hilal Omdurman | 2-2  | 0-1    | 2-3       |